# Passy (Alta Saboya)
 Passy  es una población y comuna francesa, en la región de Ródano-Alpes, departamento de Alta Saboya, en el distrito de Bonneville y cantón de Saint-Gervais-les-Bains.

## Demografía
| 8458 | 8891 | 8554 | 8722 | 9235 | 10 104 |
| Para los censos de 1962 a 1999 la población legal corresponde a la población sin duplicidades (Fuente: INSEE [Consultar]) |      |      |      |      |        |